# Fiat A.22
Le Fiat A.22 était un moteur d'avion à 12 cylindres en V, refroidi par liquide et produit par le constructeur italien Fiat Aviazione à partir de 1924. 
Ce moteur équipa de très nombreux avions de la Regia Aeronautica, armée de l'air du royaume d'Italie, durant la période d'entre-deux-guerres, notamment les Fiat-Ansaldo A.120 et le Savoia-Marchetti S.64. 

## Le projet
Le moteur Fiat A.22 a été conçu par l'ingénieur Tranquillo Zerbi après le succès du moteur Fiat A.20 de 1923. Ce moteur a été conçu expressément pour une utilisation sur des avions de reconnaissance et de chasse évoluant en haute altitude. La caractéristique principale de ce moteur était sa simplicité de construction en temps de restrictions dues à la période de reconstruction après la Première Guerre mondiale où les matières premières étaient rares et coûteuses. 
Ce moteur a été produit en série à partir de 1926 et a été adopté sur de nombreux appareils notamment l'avion de reconnaissance Fiat R.22.

## Variantes
A.22version de série de base 550 ch.
A.22Rversion disposant d'un réducteur entre le moteur et l'hélice.
A.22Tversion poussée réalisée en 1928 spécialement pour équiper des avions de compétition, notamment les hydravions Savoia-Marchetti S.39 et S.64. Puissance maxi 620 ch (456 kW) à 2 100 tr/min.

## Applications
Royaume d'Italie
- Fiat-Ansaldo A.120
- Fiat R.22
- Macchi M.39
- Macchi M.52
- Savoia-Marchetti S.55
- Savoia-Marchetti S.64

## Caractéristiques générales[1]
- distribution : SOHV 4 soupapes au sodium par cylindre
- alimentation : 2 carburateurs Fiat double corps avec préchauffage